# عضلات الورك
عضلات الورك في علم التشريح البشري، هي تلك العضلات التي تسبب الحركة في الورك. يقوم معظم علماء التشريح المعاصرين بتعريف 17 من هذه العضلات، على الرغم من أنه قد يتم في بعض الأحيان أخذ بعض العضلات الإضافية بعين الاعتبار. يتم تقسيمها غالبًا إلى أربع مجموعات وفقًا لاتجاهها حول مفصل الورك: المجموعة الألوية ؛ المجموعة الدوارة الجانبية، والمجموعة المقربة، والمجموعة الحرقفية القطنية.

## بناء العضلات
تتكون عضلات الورك من أربع مجموعات رئيسية:

#### المجموعة الألوية
تشمل العضلات الألوية الألوية الكبرى، الألوية المتوسطة، الألوية الصغرى، واللفافة العريضة الموترة. وهي تغطي السطح الجانبي للعظم الحرقفي. العضلة الألوية الكبرى، التي تشكل معظم عضلات الأرداف، تنشأ في المقام الأول من الحرقفة والعجز وتدخل في درنة الألوية لعظم الفخذ وكذلك السبيل الحرقفي الظنبوبي، وهو مسار من الأنسجة الليفية القوية التي تمتد على طول الفخذ الجانبي إلى قصبة الساق والشظية. تنشأ العضلة الألوية المتوسطة والعضلة الألوية الصغرى أمام العضلة الألوية الكبرى على الحرقفة وكلاهما يلتصقان بالحدبة الكبرى لعظم الفخذ. تتشارك اللفافة الموسعة للعضلة الفخذية العريضة أصلها مع العضلة الألوية الكبرى في الحرقفة وتتشارك أيضًا في الإدخال في المسار الحرقفي الظنبوبي.

#### المجموعة المقربة
تتكون مجموعة العضلات المقربة من العضلة المقربة القصيرة، والعضلة المقربة الطويلة، والعضلة المقربة الكبيرة، والعضلة المشطية، والعضلة النحيلة. تنشأ جميع العضلات المقربة من عظم العانة وتدخل على السطح الإنسي الخلفي لعظم الفخذ، باستثناء العضلة النحيلة التي تدخل أسفل اللقمة الإنسية لعظم الظنبوب مباشرة.

#### مجموعة العضلة الحرقفية القطنية
يشكل العضلة الحرقفية والعضلة القطنية الكبرى مجموعة العضلة الحرقفية القطنية. العضلة القطنية الكبرى هي عضلة كبيرة تمتد من أجسام وقرص الفقرات القطنية الأولى إلى الخامسة، وتنضم إلى الحرقفة عن طريق وتره، وتتصل بالمدور الصغير لعظم الفخذ. ينشأ العظم الحرقفي من الحفرة الحرقفية للعظم الحرقفي. يُشار إلى هذه العضلات مجتمعة عادةً باسم "العضلة الحرقفية القطنية".

#### مجموعة دوارة جانبية
تتكون هذه المجموعة من العضلة السدادية الخارجية والداخلية، والعضلة الكمثرية، والعضلة التوأمية العلوية والسفلية، والعضلة المربعة الفخذية. تنشأ هذه الستة عند الحُق الحرقفي أو أسفله وتدخل على الحدبة الكبرى لعظم الفخذ أو بالقرب منها.

#### عضلات الورك الأخرى
يمكن للعضلات الإضافية، مثل العضلة المستقيمة الفخذية والعضلة الخياطية، أن تسبب بعض الحركة في مفصل الورك. ومع ذلك، فإن هذه العضلات تحرك الركبة في المقام الأول، ولا يتم تصنيفها عمومًا على أنها عضلات الورك. عضلات أوتار الركبة، والتي تنشأ في الغالب من الدرنة العجزية الموجودة في قصبة الساق/الشظية، لها لحظة كبيرة تساعد في تمديد الورك.

## وظيفة
تحدث حركات الورك بسبب تنشيط عضلات متعددة في وقت واحد. كما أن معظم العضلات مسؤولة عن أكثر من نوع واحد من الحركة.
يتم وصف حركات الورك في المصطلحات التشريحية باستخدام المصطلحات التشريحية للحركة. الحركة التي تقرب الفخذين من البطن تسمى "الانثناء". عندما تفتح الساقين، كما في وضعية اللوتس في اليوجا، يسمى هذا "الدوران الجانبي"، مع الحركة المعاكسة تسمى "الدوران الإنسي". يحدث اختطاف الورك عندما يتحرك عظم الفخذ إلى الخارج إلى الجانب، كما هو الحال في فصل الفخذين. يحدث تقريب الورك عندما يتحرك عظم الفخذ إلى خط الوسط. تساهم العديد من العضلات في هذه الحركات:
- العضلة القطنية هي العضلة الأساسية المثنية للورك، بمساعدة العضلة الحرقفية. تشارك أيضًا العضلة المعانقة، والعضلات المقربة الطويلة، والقصيرة، والكبيرة، بالإضافة إلى اللفافة الموسعة للعضلة العريضة في الانثناء.
- العضلة الألوية الكبرى هي العضلة الباسطة الرئيسية للورك، ولكن الجزء السفلي من العضلة المقربة الكبرى يلعب دورًا أيضًا.
- المجموعة المقربة هي المسؤولة عن تقريب الورك.
- يتم إجراء الدوران الإنسي عن طريق العضلة الألوية المتوسطة والصغرى، بالإضافة إلى اللفافة الموسعة للعضلة العريضة، وبمساعدة العضلات المقربة القصيرة والطويلة والجزء العلوي من العضلة المقربة الكبرى.
- كل عضلة من مجموعة العضلات الدوارة الجانبية تسبب الدوران الجانبي للفخذ. يتم مساعدة هذه العضلات من قبل العضلة الألوية الكبرى والجزء السفلي من العضلة المقربة الكبرى.

تلعب عضلات الورك أيضًا دورًا في الحفاظ على وضعية الوقوف. تعمل هذه العضلات في نظام متكامل مع عضلات الكتف والرقبة والجذع وأسفل الساق والعضلات الداعمة للعمود الفقري، لتوفير القدرة على الوقوف بوضعية جيدة. تتضمن هذه العضلات العضلة الألوية المتوسطة والعضلة الألوية الصغرى التي تعمل على اختطاف الفخذ، ومنع اهتزاز الوركين، وتثبيت منطقة الحوض مع الحفاظ على مستوى الوركين، وتحويل وزن الفرد من أجل ضبط وضع الجسم لزيادة استقرار الجسم بشكل عام.